# Гёталанд

Гёталанд

Гёталанд (швед. Götaland, Gothia, Gothland, Gothenland, Gotland, Gautland, Geatland) — один из исторических регионов Швеции, состоящий из 10 провинций. Географически находится в южной Швеции, на севере граничит с землёй Свеаланд, с глухими лесами Тиведен, Тюлоскуг и Кольморден, которые создают границу между двумя землями. Восточной частью исторического региона является  отдельный лен с созвучным названием, целиком расположенный на одноимённом острове и ряде более мелких островов, в бытность немецкой Ганзы (1282—1470) — центр её торговли с Русью и Южной Скандинавией. В досоветских русских источниках немецкоязычное название Готланд (под влиянием немецкоязычной историографии) прикладывалось ко всему историческому региону.

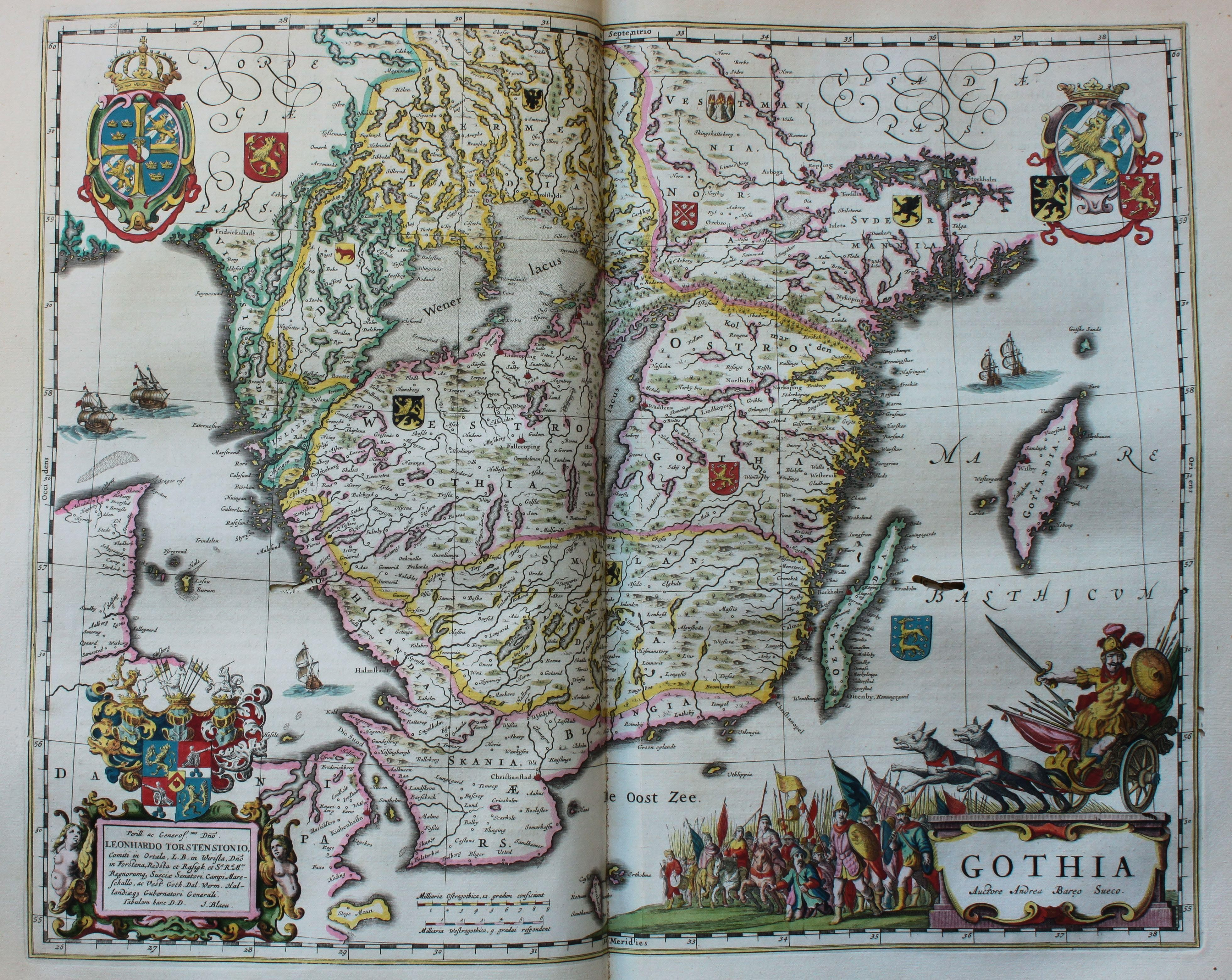
Карта Гёталанда из атласа Яна Блау (1659)

В прежние времена Гёталанд состоял из мелких королевств, которые потом объединились в два более крупных — западное и восточное (короны этих древних королевств входят в герб Швеции). Их жители назывались Гётландцы «Gautar» на старо-норвежском языке. Считается, что это были те же люди, что и гёты, народ Беовульфа в английской одноимённой эпической саге. Регион также является родиной готов (народности, захватившей позже Рим).

## Этимология
Первое оригинальное центральное поселение называлось Västergötland и именно оно встречается в средневековых исландских и норвежских источниках под названием Gautland (Götland), форма этимологически не идентичная Götaland. Птолемей (II в. н. э.) упоминает этих людей под именем goutai, а в поэме «Беовульф» (8-11 века) они называются Géatas. Норвежские и исландские источники иногда используют имя Gautar только для обозначения народности Västergötland, но иногда общий этнический термин и для народности Västergötland, и для людей Östergötland.
Название Götaland заменило старое Götland в XV веке, и сделано это было вероятно для того, чтобы обозначить более крупный регион, о котором шла речь, с историческим центром в Västergötland. Название Götaland возможно в оригинале относится к Västergötland и Östergötland, но позже оно было расширено примыкающими областями. Название Götaland вероятно грамматически множественное число, означающее «земля Geats», где Göta- это родительный падеж мн.ч. этнонима Göt (Geat). Интерпретация того, что существительное land является формой мн.ч. и не существительном в ед. ч. указывается также Бо Йонссоном Грипом в 1384 году, когда он подарил собственность в Swerige (Швеции, то есть Svealand), Österlandom (Финляндия) и в Göthalandom монастырям. Здесь Гёталанд появляется во множ.ч. дательного падежа.

## Провинции и округа
- Блекинге
- Бохуслен
- Дальсланд
- Готланд
- Халланд
- Сконе
- Смоланд
- Вестергётланд
- Эланд
- Эстергётланд

## Галерея

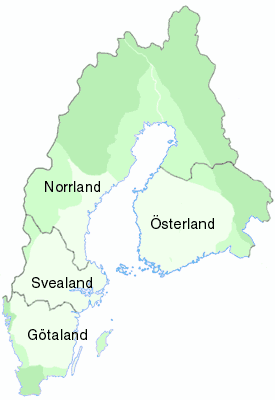
Карта трёх исторических земель Швеции, бывшая шведская провинция Эстерланд в Финляндии и бывшая историческая датская земля Скания (Сконе) в южной Швеции
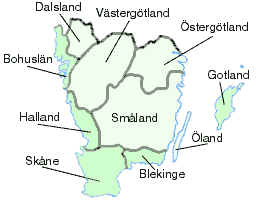
Гётланд с завоеванными Швецией землями в 1645 и 1658 годах, выдел. тёмно-зелёным: Готланд, Блекинге, Халланд и Сконе у Дании и Бохуслен у Норвегии (позже под датским протекторатом).
Неофициальный флаг западного Гётланда, т. н. «Nordic cross»